# Тройная корона (скачки)

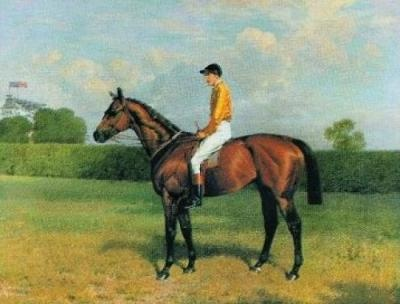
Ормонд, непобедимый чемпион и обладатель Тройной короны Англии

Тройная корона скачек на чистокровных верховых (англ. Triple Crown of Thoroughbred Racing), Тройная корона — в скачках на лошадях-трёхлетках породы чистокровная верховая выигрыш трёх самых престижных скачек. Первоначально термин появился в Англии середины XIX века, а затем страны, занимающиеся разведением чистокровных верховых, установили собственные наборы скачек, входящих в местную Тройную корону.

## Англия
Первую Английскую тройную корону завоевал жеребец Уэст-Острелиан, выиграв в 1853 году три старейшие скачки Англии и таким образом положив начало традиции:
- 2000 гиней — скачки на 1 милю в Ньюмаркете (графство Суффолк)
- Эпсомское дерби — скачки на 1,5 мили в Эпсоме (графство Суррей)
- Сент-Леджер — скачки на 1,75 мили в Донкастере (графство Йоркшир)

## США

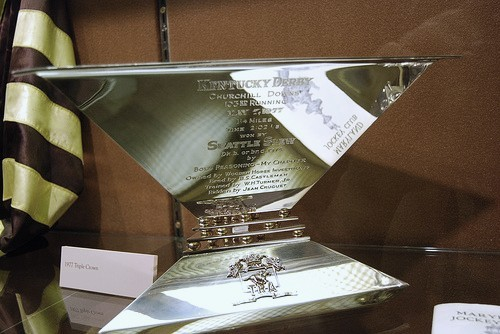
Трофей Тройной короны

В США в Тройную корону входят скачки:
- Дерби в Кентукки — скачки на 1,25 мили в Луисвилле, штат Кентукки
- Прикнесс — скачки на 1,1875 мили в Балтиморе, штат Мэриленд
- Белмонт — скачки на 1,5 мили в Элмонте, штат Нью-Йорк

Победитель трёх скачек получает приз, впервые вручённый в 1950 году. 

### Обладатели Тройной короны США
| Год  | Лошадь           | Жокей            | Тренер                   | Владелец                                                                                         | Заводчик         |
| ---- | ---------------- | ---------------- | ------------------------ | ------------------------------------------------------------------------------------------------ | ---------------- |
| 1919 | Sir Barton       | Джонни Лофтус    | Х. Гай Бедуэлл           | Дж. К. Л. Росс                                                                                   |                  |
| 1930 | Gallant Fox      | Эрл Сэнде        | Джим Фитцсиммонс         | Belair Stud                                                                                      | Belair Stud      |
| 1935 | Omaha            | Вилли Сондерс    | Джим Фитцсиммонс         | Belair Stud                                                                                      | Belair Stud      |
| 1937 | War Admiral      | Чарли Куртсингер | Джордж Х. Конвей         | Сэмьэл Д. Риддл                                                                                  | Сэмьэл Д. Риддл  |
| 1941 | Whirlaway        | Эдди Аркаро      | Бен А. Джонс             | Calumet Farm                                                                                     | Calumet Farm     |
| 1943 | Count Fleet      | Джонни Лонгден   | Дон Кэмерон              | Фанни Хертц                                                                                      | Фанни Хертц      |
| 1946 | Assault          | Уоррен Мертенс   | Макс Хирш                | King Ranch                                                                                       | King Ranch       |
| 1948 | Citation         | Эдди Аркаро      | Хорейс А. Джонс          | Calumet Farm                                                                                     | Calumet Farm     |
| 1973 | Secretariat      | Рон Теркотт      | Люсьен Лорен             | Meadow Stable                                                                                    | Meadow Stud      |
| 1977 | Seattle Slew     | Жан Круже        | Уильям Х. Тернер-младший | Карен Л. Тейлор                                                                                  | Бен С. Каслмен   |
| 1978 | Affirmed         | Стив Котен       | Лаз Баррера              | Harbor View Farm                                                                                 | Harbor View Farm |
| 2015 | American Pharoah | Виктор Эспиноза  | Боб Бафферт              | Ahmed Zayat                                                                                      | Zayat Stables    |
| 2018 | Justify          | Майк Смит        | Боб Бафферт              | China Horse Club International Ltd., WinStar Farm, Starlight Racing, Head of Plains Partners LLC | John D. Gunther  |

## Россия
В российских скачках есть свой аналог Тройной короны, однако победы нужно одерживать последовательно в возрасте лошади два, три и четыре года. В российскую Тройную корону входят:
1. Скачки на Большой Приз с дистанцией в 1600 м, где принимают участие лошади двухлетки.
2. Скачки на Большой Всероссийский Приз Дерби с дистанцией на 2400 м, для лошадей трёхлеток.
3. Скачки на Приз Министра сельского хозяйства РФ с дистанцией в 3200 м для лошадей четырехлеток и старше.

Лошадь, выигравшая все три скачки, получает титул Трижды венчанной. За сто лет российских соревнований это удалось только трём лошадям.